# Cadillac CT4
La Cadillac CT4 est une berline exécutive compacte commercialisée par Cadillac depuis 2019. 
Elle a remplacé la Cadillac ATS et a été dévoilée deux fois : la CT4-V le 30 mai 2019 et la CT4 standard quatre mois plus tard.
Cadillac assemblera la CT4 à l'usine d'assemblage de Lansing Grand River à Lansing dans le Michigan.
La CT4 sera en dessous de la CT5 dans la gamme Cadillac. Elle sera disponible début 2020 aux États-Unis.

## Modèles
Conformément à la nouvelle stratégie de finition « Y » de Cadillac, la CT4 sera disponible en version de base Luxury, ainsi qu'en versions Sport et Premium Luxury. Le moteur de base est un quatre cylindres turbocompressé de 2,0 litres (I4), produisant 240 ch (177 kW) et 350 N m. En option avec la Premium Luxury, un moteur turbo I4 de 2,7 litres développe 313 ch (230 kW) et472 N m.

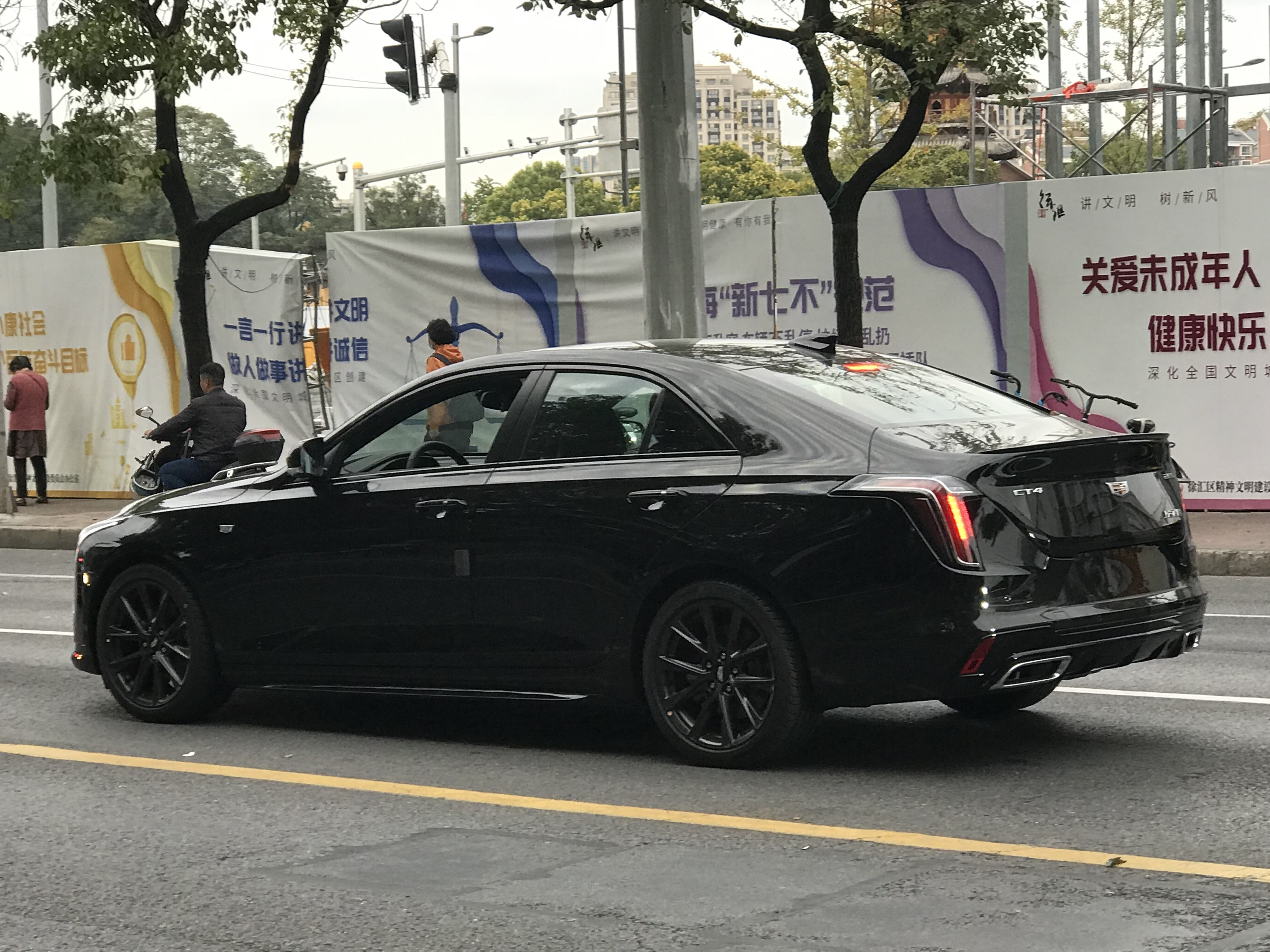
CT4 (arrière)

## CT4-V
Cadillac a dévoilé une variante haute performance, la CT4-V, le 30 mai 2019 aux côtés de la CT5-V pour remplacer l'ATS-V. Il est propulsé par un I4 turbocompressé de 2,7 litres à haut rendement, produisant 330 ch (242 kW) et 515 N m.

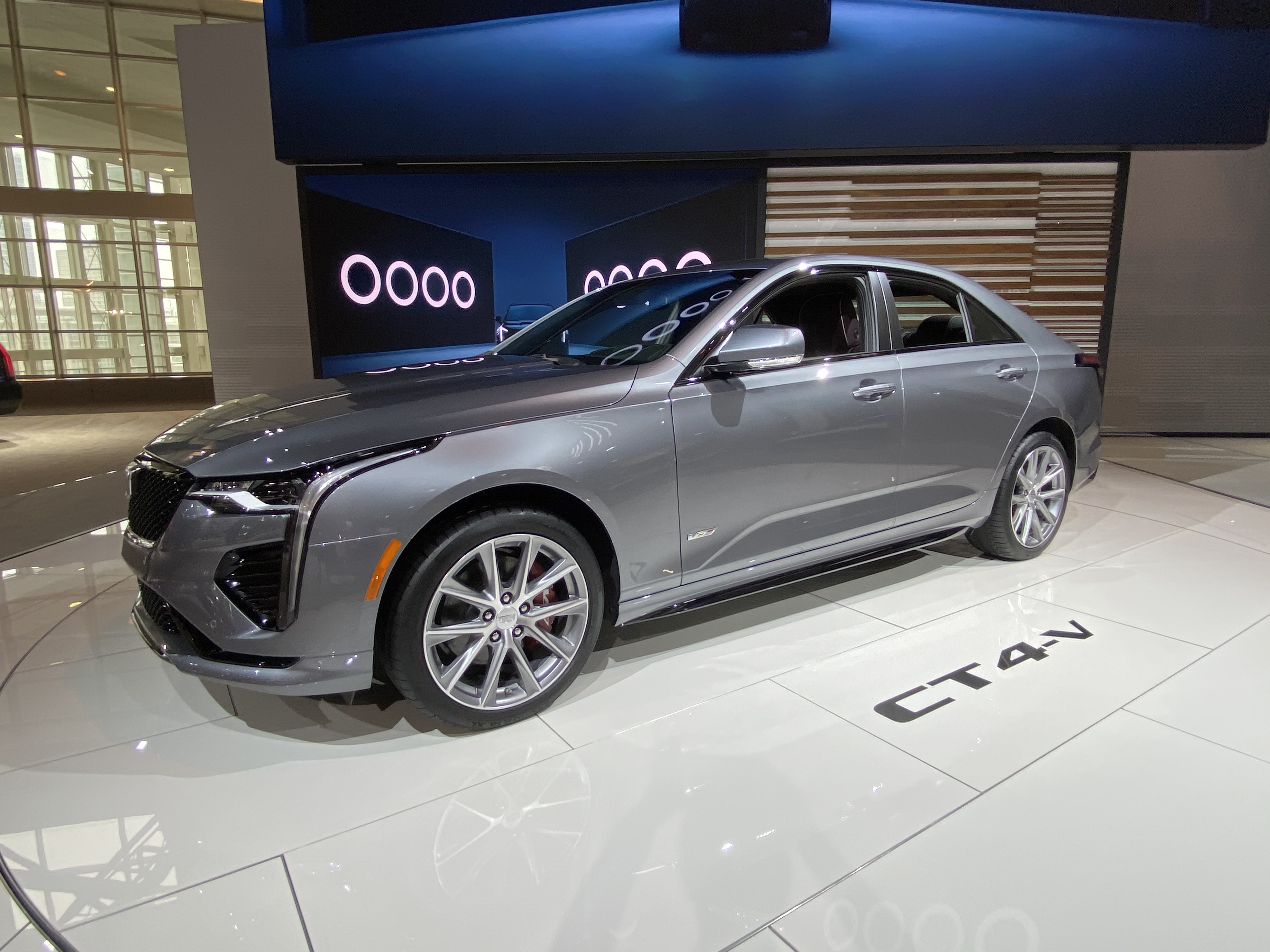
CT4-V
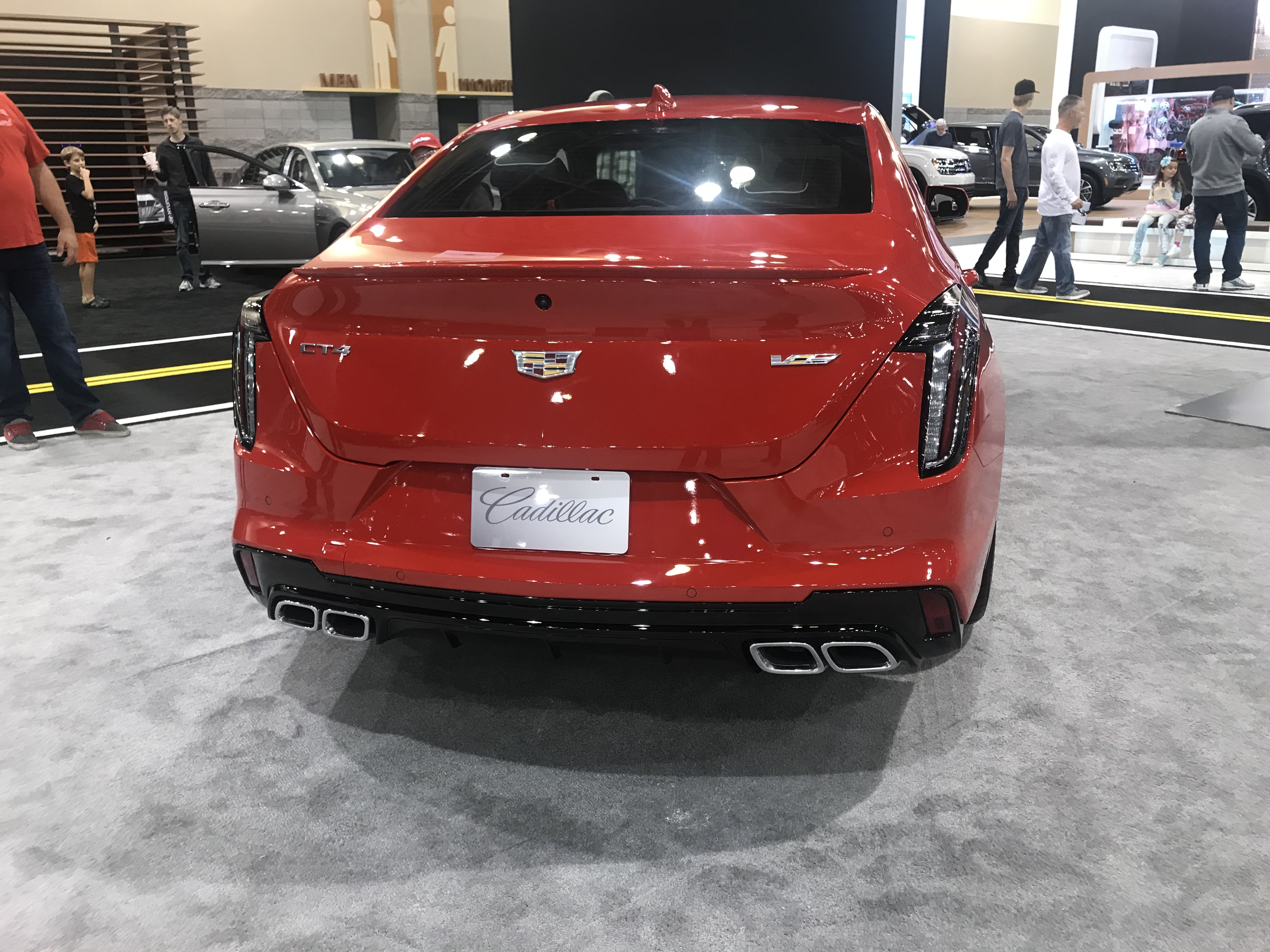
CT4-V (arrière)